# 524 a.C.
Il 524 a.C. (DXXIV a.C. in numeri romani) è un anno  del VI secolo a.C.

## Eventi
- Milone di Crotone vince per quarta volta le Olimpiadi (lotta)